# Ängsbräsma
Ängsbräsma (Cardamine pratensis) är en art i familjen korsblommiga växter som förekommer naturligt från Europa till nordöstra Asien, Japan, norra Nordamerika och Grönland. Arten förekommer i hela Sverige.
Ängsbräsma är en flerårig medelstor ört med vita, rosa eller blekvioletta blommor som blommar från maj till juni.

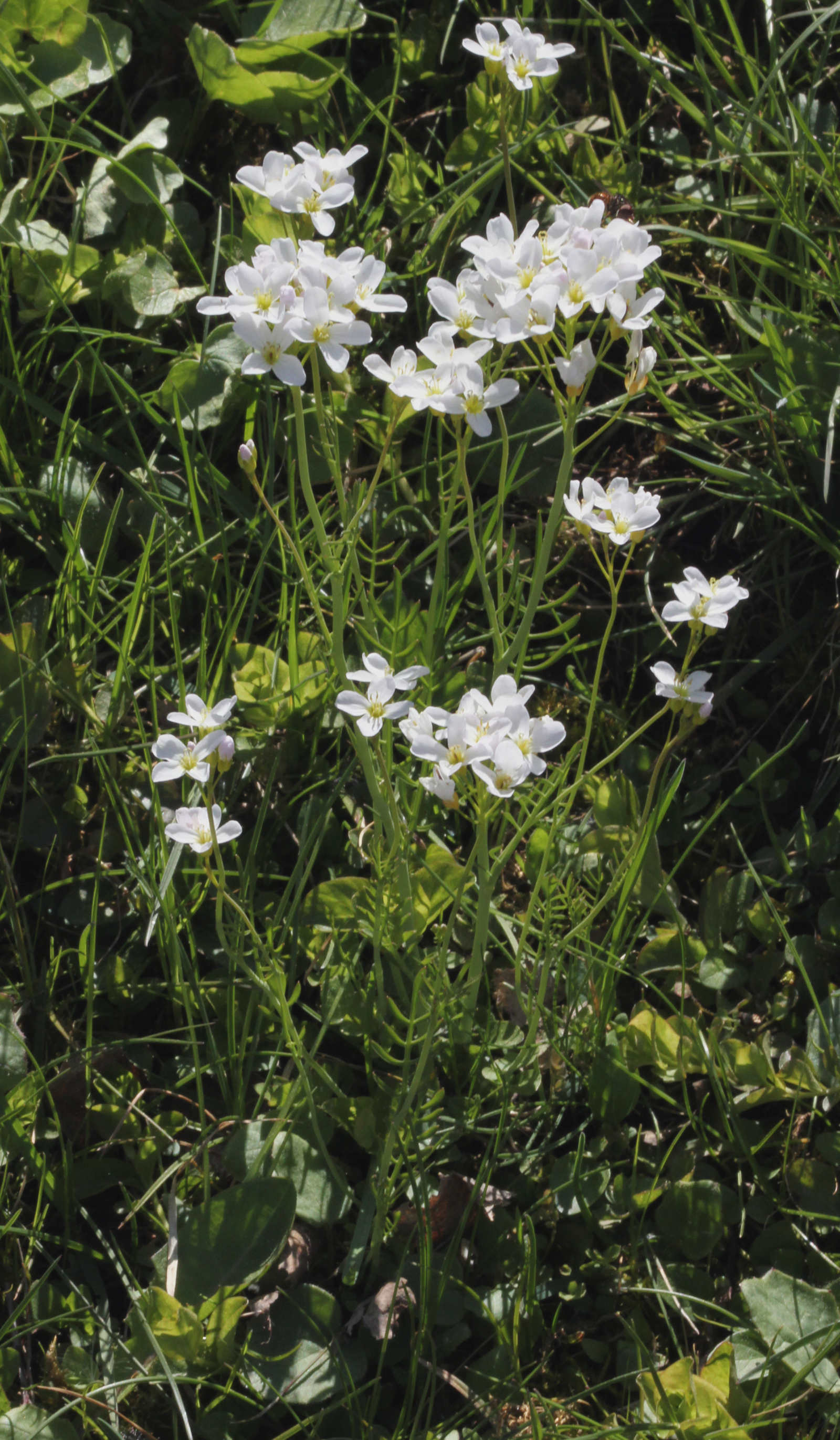
Ängsbräsma

## Underarter
Arten är mångformig och flera underarter kan urskiljas. I Sverige förekommer:
- Äkta ängsbräsma (C. p. pratensis) - är storblommig med rosa eller vita kronblad. Rosettbladen har oskaftade småblad med tydliga nerver.
- Kärrbräsma (C. p. paludosa) - har vita kronblad och mer likstora, skaftade småblad med nerver på alla blad.
- Polarbräsma (C. p. polemonioides) - har stora, vanligen ljust lila kronblad och oskaftade nervlösa småblad.

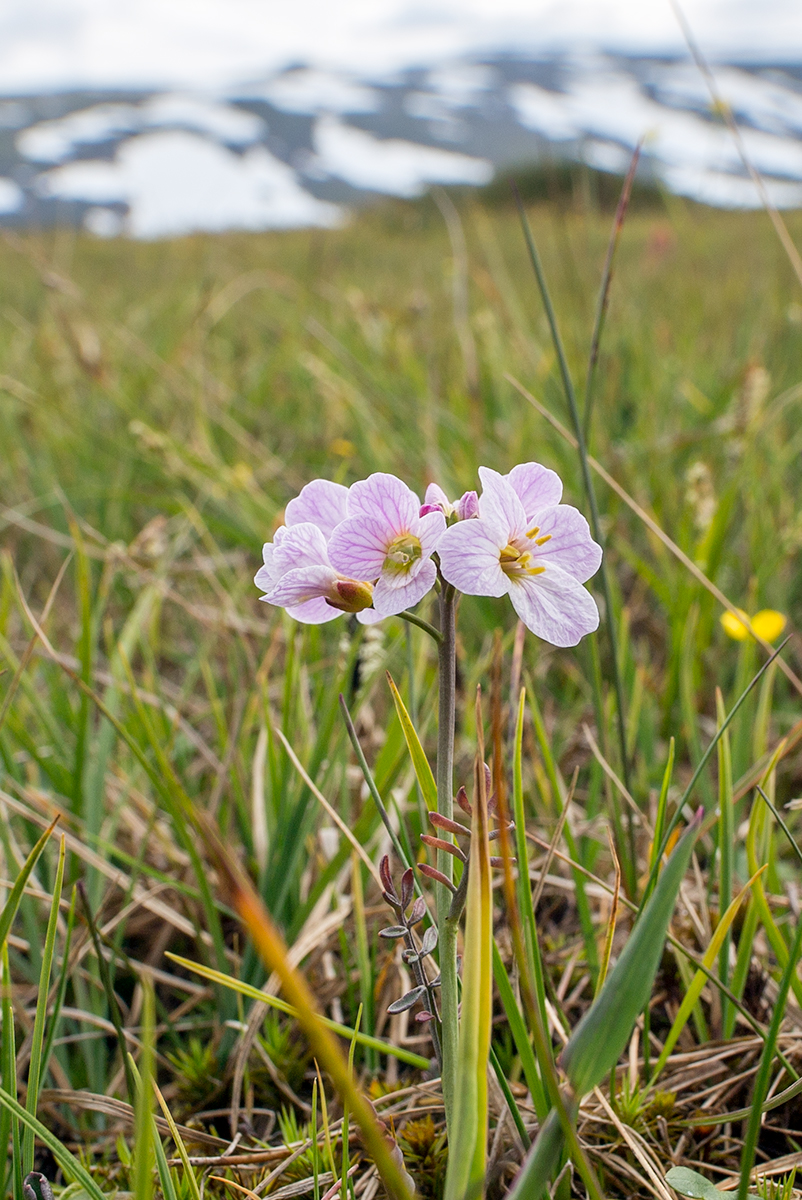
Polarbräsma i västra Padjelanta, 820 m ö.h.
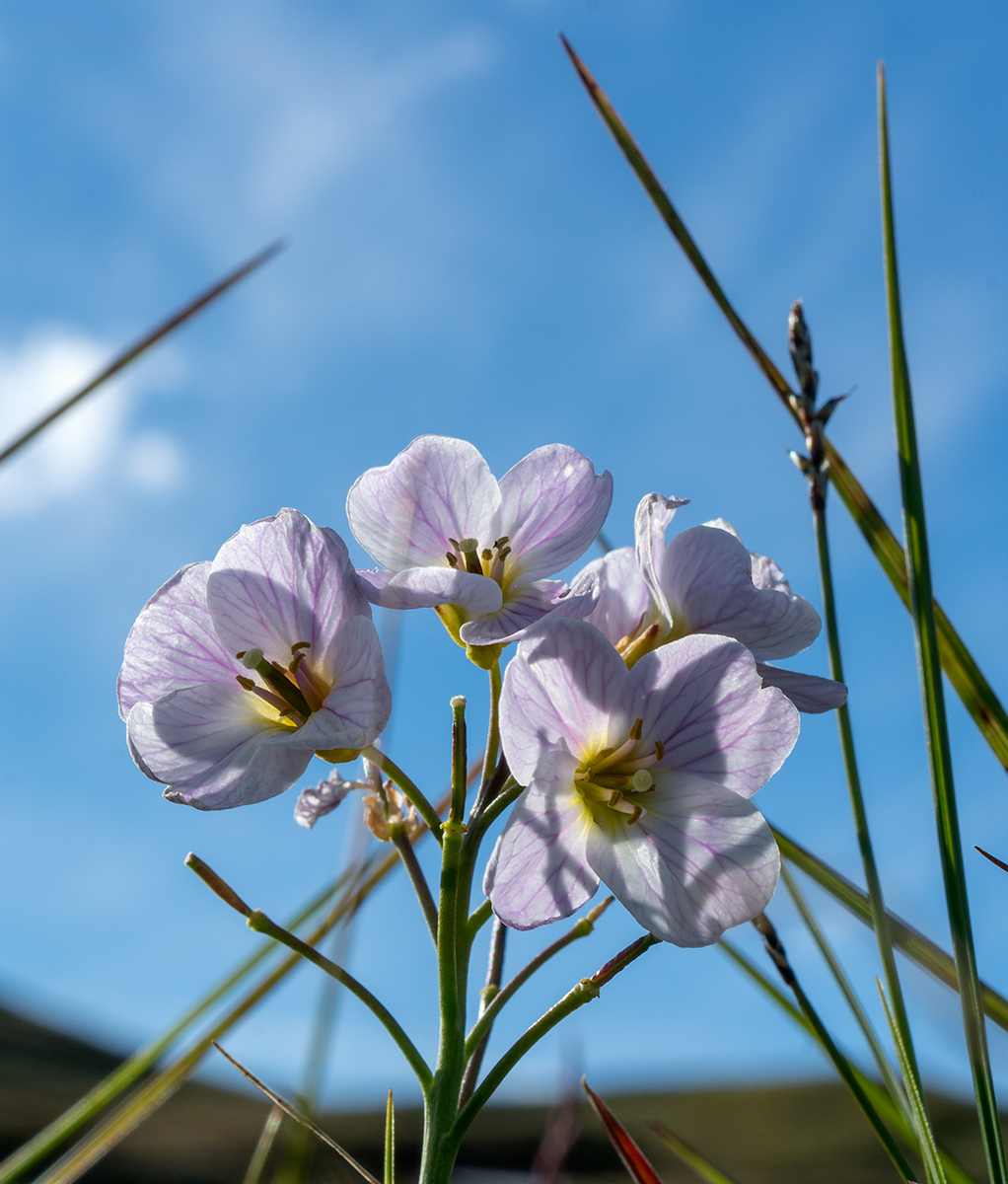
Polarbräsma i västra Padjelanta, 906 m ö.h.

## Namn
Växten kallas i Närke braxnablomster. Namnet förklaras av att växten blommar då braxen leker. Jämför släktskapet mellan å ena sidan namnen ängsbräsma och braxnablomster med bras, brasme, brassm, brassma, som är olika dialektala namn för just braxen.
Synonymen ängskrasse kan förklaras av att de ätliga bladen smakar ungefär som smörgåskrasse (Lepidium sativum).

## I kulturen
Författaren Harry Martinson säger i en intervju att Cardamine pratensis är den blomma han älskar mest och att den symboliserar allt vekt och rent i världen. Han säger vidare att det är den blomman som han på grund av ett misstag kallade "claspis" i dikten Nära havet, i diktsamlingen Nomad från 1931.